# Brady Hoke
Brady Patrick Hoke (kiejtése: hoʊk; Dayton, Ohio, 1958. november 3. –) amerikai amerikaifutball-játékos és -edző, 2020 és 2023 között a San Diego State Aztecs vezetőedzője.
1977 és 1980 között a Ball State Cardinals linebackere volt, majd 1981-től különböző edzőhelyettesi pozíciókat töltött be és több intézmény vezetőedzője is volt.

## Fiatalkora
1977-ben érettségizett a ketteringi Fairmont East középiskolában, ahol amerikai futballozott és birkózott. 1977 és 1980 között a Ball Állami Egyetemre járt és az amerikaifutball-csapat linebackere volt; 1978-ban megnyerték a Mid-American Conference bajnokságát, 1980-ban pedig csapatkapitánnyá és az All-MAC csapat tagjává választották.

## Pályafutása

### Edzőhelyettesként
1982-ben az indianai Yorktown középiskolájának edzőhelyettese, majd 1983-ban a Grand Valley State Lakers védőfaledzője volt. 1984 és 1986 között a Western Michigan Broncos, 1987–1988-ban a Toledo Rockets, 1989 és 1994 között pedig az Oregon State Beavers alkalmazta.
1995 februárjában a Michigan Wolverines defensive endjeinek edzője lett; 1997 és 2002 között védőfaledző volt, 2002 májusában pedig Lloyd Carr társult vezetőedzővé nevezte ki. Egy időben toborzói feladatokat is ellátott, egyik játékosa Tom Brady volt. Egy interjújában elmondta, hogy sikereihez nagyban hozzájárult a Bo Schembechlerrel való napi kapcsolat.
2016. október 16-án az Oregon Ducks támadókoordinátora lett; Willie Taggart hivatalba lépését követően kirúgták. 2017. február 7-én a Tennessee Volunteers védőfaledzőjévé, majd Butch Jones november 12-ei felfüggesztését követően a szezon utolsó két mérkőzésének idejére ideiglenes vezetőedzőjévé nevezték ki. 2018. január 29-e és december 3-a között a Carolina Panthers védőfaledzője volt, majd 2019-ben visszatért a San Diego State Aztecshez.

### Vezetőedzőként

#### Ball State Cardinals
2002 decemberében alma materének vezetőedzője lett; ötéves szerződése évente 125 ezer dollárról szólt. A pozícióra több jelölt (például Mike Mallory és Mark Snyder) is volt; Hoke szerint amikor hallott a lehetőségről, biztos volt benne, hogy el akarja vállalni. Lloyd Carr, a Michigan Wolverines vezetőedzője méltatta toborzói képességét.
A csapatnak 1996 óta nem volt nyertes szezonja, és Hoke első három szezonjában összesen tíz mérkőzést nyertek. 2006-ban 5–7-es, míg 2007-ben Nate Davis quarterback 27 touchdownjával már 7–5-ös eredményt értek el, és kijutottak a tokiói International Bowlra. 12–0-s eredménnyel a 2008-as volt első vesztes mérkőzés nélküli szezonjuk, és októberben az AP Pollban legjobb huszonöt közé kerültek. Hoke szerint mivel a szezon nagy része még hátravolt, és csak a végén lehet értékelni (végül a 12. helyig jutottak). A konferenciabajnokságon kikaptak a Buffalo Bulls ellen.
Hoke 2008 decemberében a David Letterman show vendége volt „A Ball State Cardinals szezonjának legjobb pillanatai” és a „Hajnali három órai ittas edzőtippek (a Ball State-re járt) Lettermantől” epizódokban. Regnálása alatt az amerikaifutball- és kilenc másik csapat játékosait rajtakapták munkafüzetek értékesítésével, így három ösztöndíjat elveszítettek és két évre felfüggesztették őket.

#### San Diego State Aztecs
2008 decemberében a San Diego State Aztecs vezetőedzője lett; ötéves szerződése 3 525 000 $ garantált kifizetéséről és a csapatbevételekből való részesedésről szólt, emellett 240 ezer dollár kötbért fizettek a Cardinalsnek a szerződéséből hátralévő két évért. Az őt bemutató sajtótájékoztatón Hoke azt mondta, játékosaitól elvárja, hogy testileg és lelkileg is erősek legyenek. Az érkezése előtti évben a csapat eredménye 2–10 volt. A The San Diego Union-Tribune újságírója szerint a csapatot A-tól Z-ig meg kellett újítani. Toborzói tapasztalatát többen is elismerték; fivére szerint „amíg megkapja a szükséges forrásokat, jó munkát végez”.
2009-ben 4–8-as, 2010-ben pedig 9–4-es eredményt értek el és megnyerték a Poinsettia Bowlt. A The Orange County Register szerint a 2010-es szezon után Hoke csapata „henceghetett”.
2020. január 8-án Rocky Long nyugdíjba vonulása miatt visszatért a csapathoz; a 2020-as szezonban 4–4-es eredményt értek el. 2021-ben a 11–1-es eredménnyel részt vehettek a konferenciabajnokságon, ahol kikaptak a Utah State Aggies ellen, de a Frisco Bowlt megnyerték. 2022-ben kikaptak a Hawaii Bowlon.
2023. november 13-án bejelentette lemondását; utolsó szezonjában 4–8-as eredményt értek el.

#### Michigan Wolverines
2011. január 11-én a Michigan Wolverines vezetőedzőjévé nevezték ki; Dave Brandon szerint a korábbi két csapatnál elért eredményei és toborzói készségei miatt választották ki. Egyesek szerint Jim Harbaugh és Les Miles után csak harmadik opció volt, de Brandon szerint nekik fel sem ajánlották a lehetőséget. November 26-án első mérkőzésén legyőzték az Ohio State Buckeyest, így 2006 óta először nyertek egy szezon alatt tíz játékot és 2007 óta először volt nyertes konferenciaszezonjuk. A konferencia Hoke-ot az év edzőjének választotta és elnyerte a Hayes-Schembechler-, valamint a Dave McClain-díjakat. Az évben megnyerték a bowlmérkőzést is.
A második szezon első mérkőzésén 41–14-re kikaptak az országos bajnok Alabama Crimson Tide-tól; Hoke szerint a vereség oka az volt, hogy az országosan közvetített mérkőzést egy semleges helyszínen játszották. A szezon végén a bowlt elveszítették. 2014-ben 5–7-es eredményt értek el; legjelentősebb győzelmüket a Penn State Nittany Lions ellen szerezték. Az év végén Hoke-ot kirúgták.

## Családja
Lánya, Kelly szintén a Ball Állami Egyetemre járt. Bátyja Jon Hoke, az Atlanta Falcons másodedzője; unokaöccse Kyle Hoke, a Western Michigan Broncos edzőhelyettese.

## Eredményei vezetőedzőként
| Év                                                                    | Eredmény                                       | Eredmény                                       | Helyezés                                       | Továbbjutás                                    | Rangsor                                        | Rangsor                                        |
| Év                                                                    | Összesített                                    | Konferencia                                    | Helyezés                                       | Továbbjutás                                    | Coaches                                        | AP                                             |
| Ball State Cardinals (Mid-American Conference)                        | Ball State Cardinals (Mid-American Conference) | Ball State Cardinals (Mid-American Conference) | Ball State Cardinals (Mid-American Conference) | Ball State Cardinals (Mid-American Conference) | Ball State Cardinals (Mid-American Conference) | Ball State Cardinals (Mid-American Conference) |
| --------------------------------------------------------------------- | ---------------------------------------------- | ---------------------------------------------- | ---------------------------------------------- | ---------------------------------------------- | ---------------------------------------------- | ---------------------------------------------- |
| 2003                                                                  | 4–8                                            | 3–5                                            | T-4.                                           | –                                              | –                                              | –                                              |
| 2004                                                                  | 2–9                                            | 2–6                                            | 6.                                             | –                                              | –                                              | –                                              |
| 2005                                                                  | 4–7                                            | 4–4                                            | 5.                                             | –                                              | –                                              | –                                              |
| 2006                                                                  | 5–7                                            | 5–3                                            | T-3.                                           | –                                              | –                                              | –                                              |
| 2007                                                                  | 7–6                                            | 5–2                                            | 2.                                             | International Bowl                             | –                                              | –                                              |
| 2008                                                                  | 12–1                                           | 8–0                                            | 1.                                             | GMAC Bowl                                      | –                                              | –                                              |
| Ball State:                                                           | 34–38                                          | 27–20                                          | Hoke a bowlmérkőzésen nem vett részt.          | Hoke a bowlmérkőzésen nem vett részt.          | Hoke a bowlmérkőzésen nem vett részt.          | Hoke a bowlmérkőzésen nem vett részt.          |
| San Diego State Aztecs (Mountain West Conference)                     |                                                |                                                |                                                |                                                |                                                |                                                |
| 2009                                                                  | 4–8                                            | 2–6                                            | 7.                                             | –                                              | –                                              | –                                              |
| 2010                                                                  | 9–4                                            | 5–3                                            | T-3.                                           | Poinsettia Bowl                                | –                                              | –                                              |
| Michigan Wolverines (Big Ten Conference)                              |                                                |                                                |                                                |                                                |                                                |                                                |
| 2011                                                                  | 11–2                                           | 6–2                                            | 2.                                             | Sugar Bowl                                     | 9                                              | 12                                             |
| 2012                                                                  | 8–5                                            | 6–2                                            | 2.                                             | Outback Bowl                                   | –                                              | 24                                             |
| 2013                                                                  | 7–6                                            | 3–5                                            | 5.                                             | Buffalo Wild Wings Bowl                        | –                                              | –                                              |
| 2014                                                                  | 5–7                                            | 3–5                                            | T-4.                                           | –                                              | –                                              |                                                |
| Michigan:                                                             | 31–20                                          | 18–14                                          | –                                              | –                                              | –                                              | –                                              |
| Tennessee Volunteers (Southeastern Conference)                        |                                                |                                                |                                                |                                                |                                                |                                                |
| 2017                                                                  | 0–2                                            | 0–2                                            | 7.                                             | –                                              | –                                              | –                                              |
| Tennessee:                                                            | 0–2                                            | 0–2                                            | –                                              | –                                              | –                                              | –                                              |
| San Diego State Aztecs (Mountain West Conference)                     |                                                |                                                |                                                |                                                |                                                |                                                |
| 2020                                                                  | 4–4                                            | 4–2                                            | 4.                                             | –                                              | –                                              | –                                              |
| 2021                                                                  | 12–2                                           | 7–1                                            | 1.                                             | Frisco Bowl                                    | –                                              | 25                                             |
| 2022                                                                  | 7–6                                            | 5–3                                            | T-2.                                           | Hawaii Bowl                                    | –                                              | –                                              |
| 2023                                                                  | 4–8                                            | 2–6                                            | T-10.                                          | –                                              | –                                              | –                                              |
| San Diego State:                                                      | 40–32                                          | 25–21                                          | –                                              | –                                              | –                                              | –                                              |
| Összesen:                                                             | 105–92                                         | –                                              | –                                              | –                                              | –                                              | –                                              |
| Jelmagyarázat: Konferencia-divízióbajnok vagy bajnokságra továbbjutás |                                                |                                                |                                                |                                                |                                                |                                                |

## Fordítás
- Ez a szócikk részben vagy egészben  a   Brady Hoke című angol Wikipédia-szócikk ezen változatának fordításán alapul.  Az eredeti cikk szerkesztőit annak laptörténete sorolja fel. Ez a jelzés csupán a megfogalmazás eredetét és a szerzői jogokat jelzi, nem szolgál a cikkben szereplő információk forrásmegjelöléseként.